# Selva de terres baixes del Congo central
La selva de terres baixes del Congo central és una ecoregió dins de la República Democràtica del Congo. És una àrea remota, inaccessible de bosc i sotabosc humit dens arrelat en terres baixes, i inundables en la Cuvette Centrale o regió de la Conca del Riu Congo que resta al sud de l'arc del Riu Congo. L'ecozona té una superfície de 414.800 km².

## Fauna
La zona ha estat investigada insuficientment pels zoòlegs, però és coneguda per albergar antílops, elefants de bosc i diversos primats, incloent el bonobo (Pan paniscus), el mico de De Brazza, Lophocebus i el goril·la de les terres baixes. Només hi ha un mamífer estrictament endèmic conegut, el mico Dryas (Cercopithecus dryas). Altres mamífers gairebé endèmics inclouen el mangabei de ventre taronja (Cercocebus chrysogaster), el bonobo (Pan paniscus, EN), l'okapi (Okapia johnstoni), el mico de l'aiguamoll d'Allen (Allenopithecus nigroviridis), la mangosta d'Angola (Crossarchus ansorgei), el colobus vermell de Thollon (Procolobus tholloni) i el la mona-llop (Cercopithecus wolfi).
Hi ha dos ocells que són quasi-endèmics en la regió el paó de Congo (Afropavo congensis, VU) i el Malimbus flavipes.

## Amenaces i conservació
El bosc roman en gran manera intacte, ja que la població humana es limita a petites comunitats que cacen i pesquen al llarg dels nombrosos rius que travessen aquesta regió remota i pantanosa. No obstant això, molts animals són vulnerables a la caça furtiva, i els seus moviments estan restringits per la xarxa de vies navegables. Mentrestant, el Parc Nacional de Salonga és una gran àrea protegida dins de la regió, un dels parcs nacionals més grans del món i el segon parc nacional de bosc tropical més gran del món.

## Cascs urbans i poblaments
La Conca Central és remota i escassament poblada, hi ha alguns mercats vora el riu i pobles com Ikela, però l'accés a aquesta zona és difícil (per canoa de tronc buidat) i / o costós (hi ha vies aèries prop del Parc de Salonga).